# Холециститис
Холециститис (од грчких речи, cholecyst- што значи „жучна кеса“ и -itis што значи „упала“) је запаљење жучне кесе, праћено симптомима који  укључују бол у горњем десном делу трбуха, који зрачи у десно раме, мучнину, повраћање и повремено грозницу. Често напади жучне кесе (билијарне колике) претходе акутном холециститису. Бол траје дуже код холециститиса него код типичног напада жучне кесе. Без одговарајућег лечења, честе су понављајуће епизоде холециститиса.  Компликације акутног холециститиса укључују панкреатитис изазван жучним каменом, каменце у заједничком жучном каналу или запаљење заједничког жучног канала. 
Више од 90% времена акутни холециститис је узрокован блокадом цистичног канала жучним каменом. Фактори ризика за жучне каменце укључују контрацептивне пилуле, трудноћу, породичну историју жучних каменаца, гојазност, дијабетес, болест јетре или брзи губитак телесне тежине.  Повремено се акутни холециститис јавља као резултат васкулитиса или хемотерапије, или током опоравка од веће трауме или опекотина. Сумња на холециститис се поставља на основу симптома и лабораторијских тестова. Затим се обично користи абдоминални ултразвук за потврду дијагнозе. 
Лечење је обично лапароскопско уклањање жучне кесе, ако је могуће у року од 24 сата. Препоручује се снимање жучних канала током операције. Рутинска употреба антибиотика је контроверзна. Препоручују се ако операција не може да се изврши благовремено или ако је случај компликован. Камење у заједничком жучном каналу може се уклонити пре операције ендоскопском ретроградном холангиопанкреатографијом (ЕРЦП) или током операције. Компликације након операције су ретке. Код људи који не могу да се подвргну операцији, може се покушати лечење дренажом жучне кесе. 
Око 10–15% одраслих у развијеном свету има жучне каменце. Жене чешће имају каменце него мушкарци и чешће се јављају након 40. године. Одређене етничке групе су чешће погођене; на пример, 48% америчких Индијанаца има жучне каменце. Од свих људи са камењем, 1–4% има билијарне колике сваке године.  Ако се не лече, око 20% људи са билијарним коликама развија акутни холециститис.  Након уклањања жучне кесе, исходи су генерално добри.  Без лечења, може доћи до хроничног холециститиса.  